# Neotheronia oxyodus
Neotheronia oxyodus là một loài tò vò trong họ Ichneumonidae.